# شهرستان کریستوبال
شهرستان کریستوبال (به لاتین: Cristóbal) یک منطقهٔ مسکونی در جمهوری دومینیکن است که در استان ایندپندنسیا واقع شده‌است. شهرستان کریستوبال ۱۵۱٫۷۲ کیلومتر مربع مساحت و ۵٬۹۰۸ نفر جمعیت دارد.